# Nur ad-Din al-Jakubi
Nur ad-Din al-Jakubi (Noureddine Al-Yagoubi, ar. نور الدين اليعقوبي ;ur. 8 stycznia 1974) – algierski judoka. Dwukrotny olimpijczyk. Zajął dziewiąte miejsce w Sydney 2000 i odpadł w eliminacjach w Atenach 2004. Walczył w wadze lekkiej.
Uczestnik mistrzostw świata w 1995, 1997, 1999, 2001, 2003 i 2005. Startował w Pucharze Świata w latach 1996-2001. Brązowy medalista igrzysk śródziemnomorskich w 2001 i 2005. Wygrał igrzyska afrykańskie w 1995 i 2003; trzeci w 1999. Siedmiokrotny medalista mistrzostw Afryki w latach 1997 - 2009. Drugi na MŚ wojskowych w 1998 roku.

## Letnie Igrzyska Olimpijskie 2000
| Konkurencja | Eliminacje              | Eliminacje           | Repasaże         | Repasaże                  | Klas. końcowa |
| Konkurencja | Przeciwnik I            | Przeciwnik II        | Przeciwnik I     | Przeciwnik II             | Miejsce       |
| ----------- | ----------------------- | -------------------- | ---------------- | ------------------------- | ------------- |
| 73 kg       | Kouami Denanyoh (TOG) Z | Tiago Camilo (BRA) P | Gil Ofer (ISR) Z | Michel de Almeida (POR) P | 9.            |

## Letnie Igrzyska Olimpijskie 2004
| Konkurencja | Eliminacje          | Eliminacje               | Klas. końcowa |
| Konkurencja | Przeciwnik I        | Przeciwnik II            | Miejsce       |
| ----------- | ------------------- | ------------------------ | ------------- |
| 73 kg       | Akapei Latu (TGA) Z | Hennadij Biłodid (UKR) P | II runda.     |